# Motor de magnetización permanente

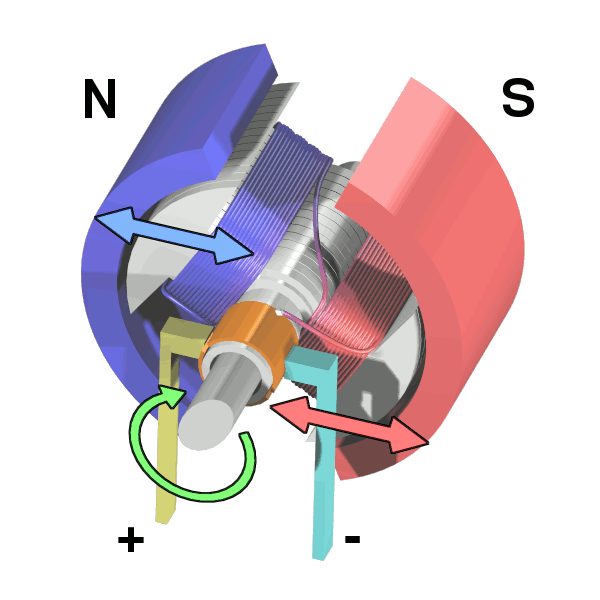
Gráfico de un motor de magnetización permanente.

Un motor de imán permanente es un tipo de motor eléctrico del tipo paso a paso. Se lo conoce también como PMSM (permanent magnet synchronous motor).
Son extensivamente usados en servomotores, accionamientos eléctricos para posicionamiento, robótica, máquinas herramienta, ascensores, etc. 
Estos motores suelen funcionar con dos imanes y en el centro se suele poner el motor y esto hace que se giren tras la atracción de los polos magnéticos. Normalmente los motores no suelen pasar de los 5 vatios.

## Estructura
La  construcción de los rotores de los servomotores sincrónicos de imán permanente pueden adoptar una forma cilíndrica con un bajo diámetro y gran longitud (cilinder rotor) llamados de flujo radial, o pueden tener un rotor en forma de disco más liviano rotor de disco (disk rotor), también llamadas máquinas de flujo axial, resultando así en ambos casos un bajo momento de inercia y una constante de tiempo mecánica baja. Por otra para aplicaciones industriales con arranque de línea o mediante arrancadores de voltaje reducido, los motores poseen un damper que protege los imanes de la des-magnetización durante los transitorios asociados en el arranque, y además amortigua las oscilaciones pendulares.

## Usos
Se han llegado a construir máquinas de una potencia por encima de 1 MW, por ejemplo para el accionamiento de submarinos. También es posible su aplicación en generación y bombeo a partir de energía solar o energía eólica.
En aplicaciones en que el motor es operado electrónicamente desde un inverter, no es necesario el devanado amortiguador para el arranque pues este lo realiza el control electrónico, y además el devanado amortiguador (damper) produce pérdidas de energía adicionales debido a las forma de onda no senoidales.

## Tipos
Existen dos tipos de motores, que se clasifican según donde estén montados los imanes:
- PMSM con imanes montados en la superficie del rotor (Surface-mounted magnets): En el caso en que los imanes van montados (pegados o zunchados) en la superficie del rotor, estos por el espacio que ocupan obligan a tener un entrehierro relativamente grande, además los imanes cerámicos tienen efectos de saliencia despreciables. En estos casos no existe devanado amortiguador. El gran entrehierro hace que el flujo de la reacción de armadura (RA) tenga efectos atenuados sobre el rotor, es decir la inductancia sincrónica Ld es pequeña pues tiene una componente de reacción de armadura Lad pequeña y por consiguiente los efectos de la RA son muy atenuados. Por otra parte se deduce que el gran entrehierro resulta en una constante de tiempo eléctrica del estátor T = L/R pequeña.

- PMSM con imanes insertos en el rotor (Buried Magnets): Si los imanes están insertos en el rotor, quedan físicamente contenidos y protegidos, pero el espacio de hierro del rotor eliminado para insertar los imanes hace que no puede considerarse que en este caso se tenga un entrehierro uniforme, se tiene un efecto de saliencia, y aparece una componente de reluctancia del par.

## Diseño
El criterio de diseño en el caso de servomotores deben encuadrar los siguientes requerimientos:
- Velocidad de operación y par controlado a todas las velocidades
- Alta relación [Potencia / peso] y [Par / inercia]
- Par electromagnético suave: sin pares pulsantes debido a las armónicas, ni efectos de posicionamiento preferencial (cogging) debido a las ranuras
- Alta densidad de flujo en el entre hierro
- Diseño compacto con alto rendimiento y factor de potencia

- Datos: Q28454009